# Christian Gottlob Lorenz

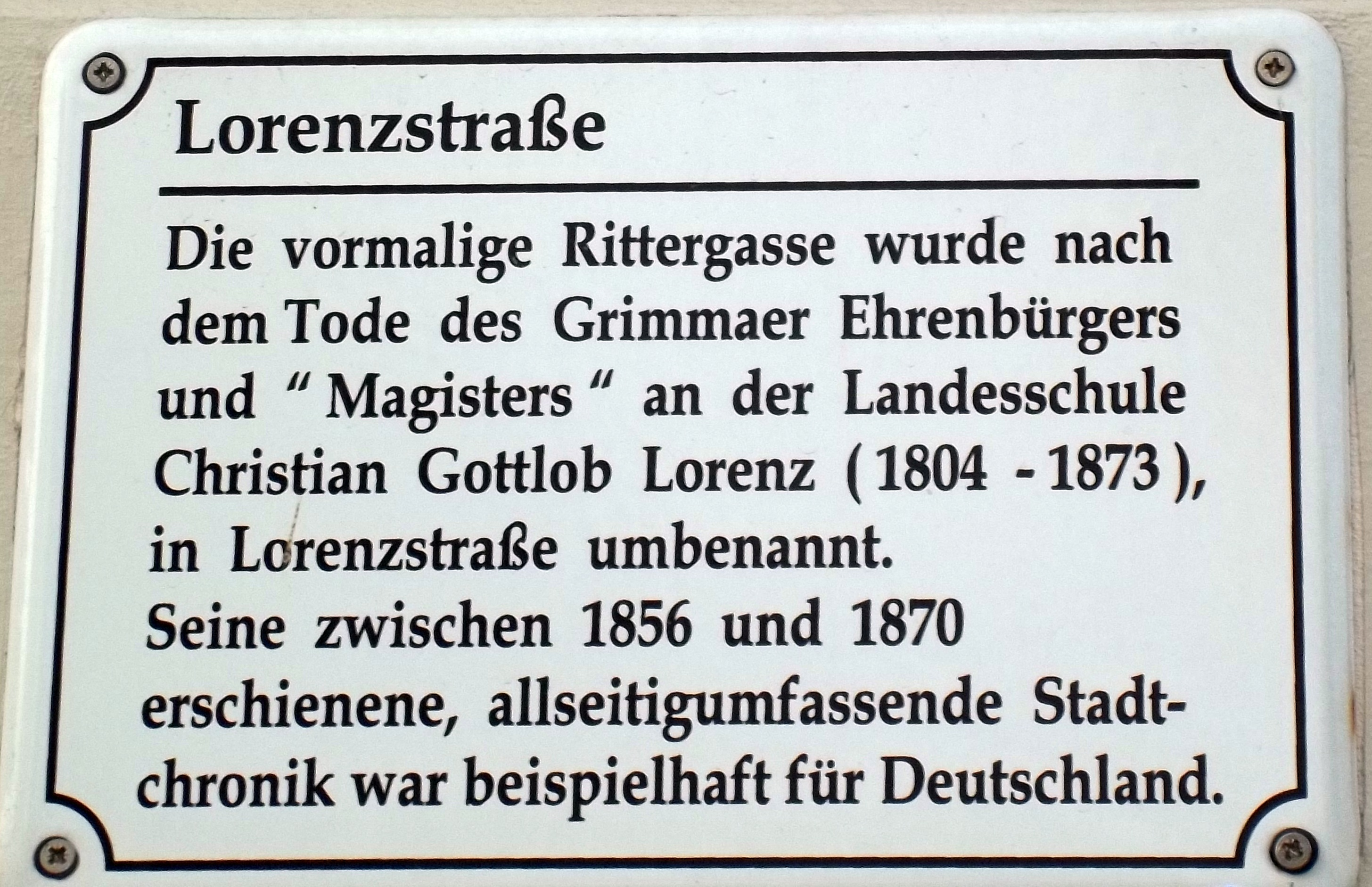
Informationstafel zu Gottlob Lorenz in der Lorenzstraße in Grimma

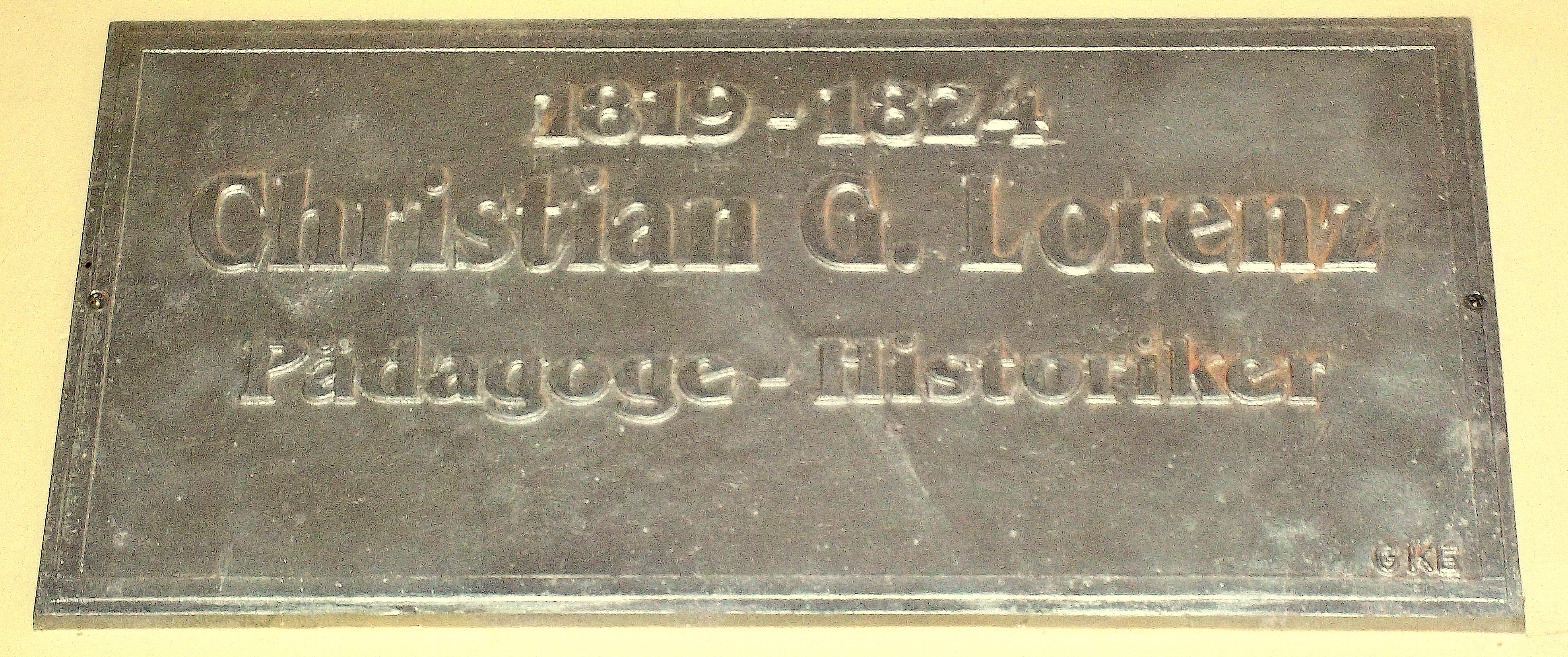
Ehrentafel für Christian Gottlob Lorenz im Gymnasium St. Augustin Grimma (im Durchgang des Hauptportals)

Christian Gottlob Immanuel Lorenz  (* 25. Januar 1804 in Hüttengrund; † 31. Juli 1873 in Grimma) war ein deutscher Philologe, Pädagoge und Historiker. Von Lorenz stammt die erste umfassende Chronik (1867–1870) der Stadt Grimma, wofür er deren Ehrenbürger wurde und eine Straße in der Altstadt seinen Namen trägt.

## Leben
Christian Gottlob Lorenz besuchte das Lyzeum seiner Heimatstadt und kam 1819 als 15-Jähriger an die Landesschule in Grimma (auch Moldanum genannt), die er von 1819 bis 1824 besuchte. Am 20. Oktober 1824 wurde er als Student der evangelischen Theologie an der Universität Leipzig immatrikuliert. Doch die klassische Philologie fesselte ihn mehr, und so wechselte er und wurde 1828 in diesem Fach promoviert. Lorenz bevorzugte für sich statt des Dr. phil. den alten Titel eines Magisters, weshalb viele seiner späteren Werke vor seinem Namen das Kürzel „M.“ tragen.
Zunächst wirkte er als „Vesperprediger“ an der Universitätskirche Leipzig und veröffentlichte im Teubner-Verlag seine erste Publikation, eine Ausgabe der Reden Ciceros. 1831 kehrte Lorenz ans Moldanum zurück – als Lehrer für Latein und Griechisch, später auch für Geschichte und Geographie. Es folgten 33 Berufsjahre an dieser Schule, deren stellvertretender Rektor er 1843 wurde. Im März 1864 ging Lorenz aus gesundheitlichen Gründen vorzeitig in den Ruhestand.

## Lehrer, Historiker, Chronist
Die Quellen berichten übereinstimmend, dass Lorenz ein gleichermaßen geachteter wie beliebter Lehrer mit viel Verständnis für und viel Sympathie von den Schülern gewesen ist.
Wohl im Zusammenhang mit den Vorbereitungen des 300-jährigen Landesschulen-Jubiläums 1850 befasste sich Lorenz mit wachsender Intensität mit der Schul- und Stadtgeschichte und veröffentlichte folgende Bücher:
- Geschichte der Stadt Grimma im Königreiche Sachsen, historisch beschrieben (1.650 Seiten, Dyk’sche Buchhandlung, 3 Bände veröffentlicht zwischen 1867 und 1870)
- Der kleine Führer durch Grimma und Umgebung (1867)
- Zur Erinnerung an Georg Joachim Göschen (1861)
- Urkundenbuch der Stadt Grimma und des Klosters Nimbschen. (1860er Jahre)
- Bericht über die Gründung und Eröffnung der Landesschule zu Grimma im Jahr 1550, ihre äußeren Verhältnisse und Schicksale während ihres Bestehens und über die Jubelfeiern derselben 1650, 1750 und 1850 (1850)
- Grimmenser-Album, Verzeichniss sämmtlicher Schüler der Königlichen Landesschule zu Grimma von ihrer Eröffnung bis zur dritten Jubelfeier (= Aufzählung aller Schüler von 1550 bis 1850)

sowie Mitarbeit an den Bänden des Codex Diplomaticus Saxoniae Regiae.
Der handschriftliche Nachlass von Christian Gottlob Lorenz befindet sich im Staatsarchiv Leipzig.

## Würdigung
Den Professorentitel erhielt Lorenz 1843 aufgrund der nachgewiesenen ständigen wissenschaftlichen Arbeit, die er zusätzlich zu seiner Lehrertätigkeit leistete.
Lorenz wurde für seine Verdienste von der Stadt Grimma die Ehrenbürgerschaft verliehen. Er lebte in Grimma in der Rittergasse 15; noch im Jahr seines Todes 1873 benannte die Stadt die Rittergasse in Lorenzstraße um – und diesen Namen trägt sie bis heute. Am Haus Nr. 15 befindet sich zudem eine Gedenktafel mit der Aufschrift „Hier wohnte und starb Professor Gottlob Lorenz, Verfasser der Chronik unsrer Stadt“.
Anlässlich des 200. Geburtstages von Christian Gottlob Lorenz im Jahr 2004 fanden im Gymnasium St. Augustin eine Festveranstaltung und an der Grabstätte von Christian Gottlob Lorenz auf dem Friedhof in Grimma eine Gedenkstunde statt. In diesem Zusammenhang veröffentlichte der Geschichts- und Altertumsverein zu Grimma e. V. eine Festschrift mit der Festrede des Vereinsvorsitzenden Dipl.-Ethn. Rudolf Priemer auf Christian Gottlob Lorenz.

## Schriften
- Grimmenser-Album. Verzeichniss sämmtlicher schüler der Königlichen Landesschule zu Grimma von ihrer Eröffnung bis zur dritten Jubelfeier. Grimma 1850 (Digitalisat)
- Die Stadt Grimma im Königreiche Sachsen, historisch beschrieben. Leipzig 1856 (Digitalisat)